# Albert Goldthorpe Medal

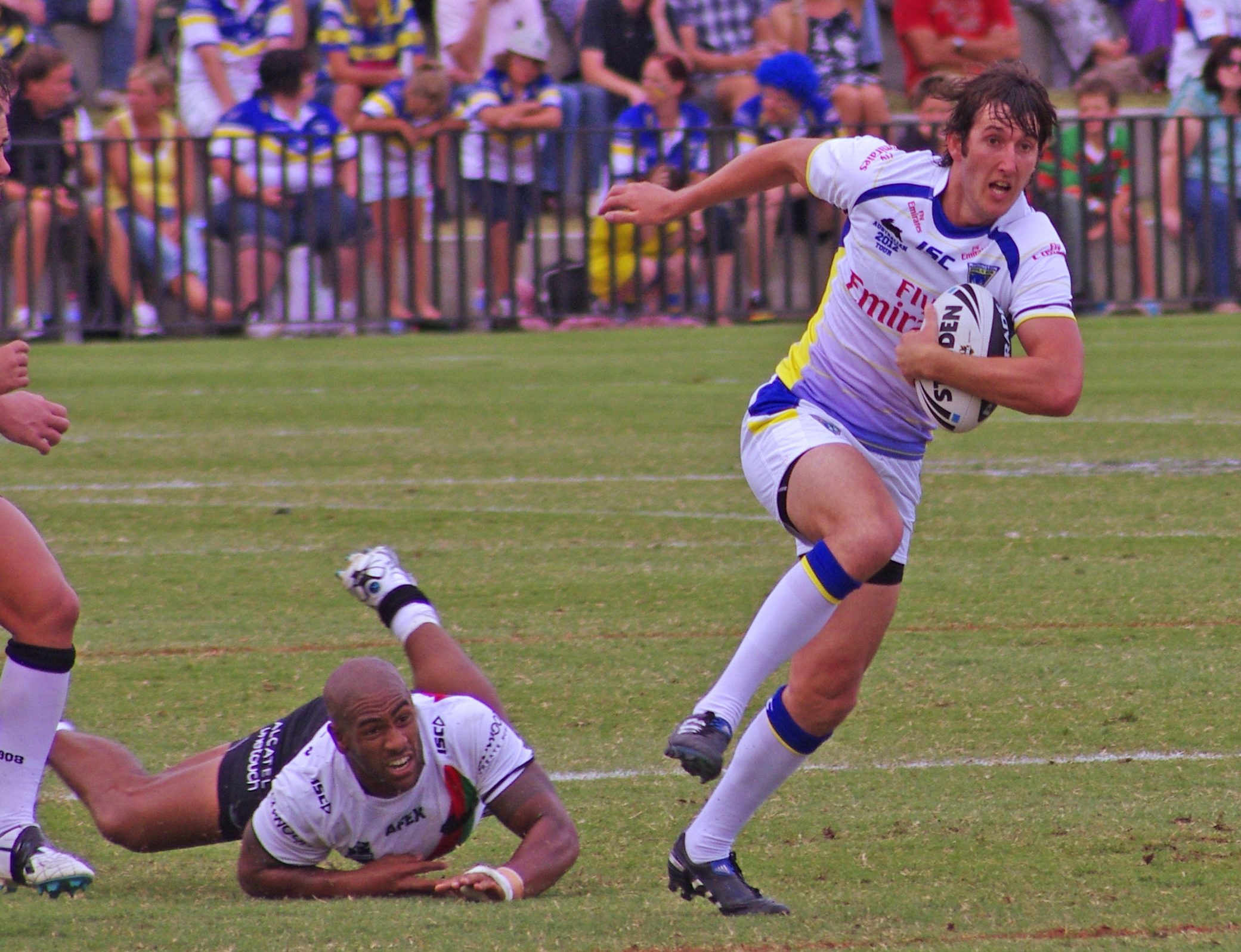
Stefan Ratchford, lauréat en 2018.

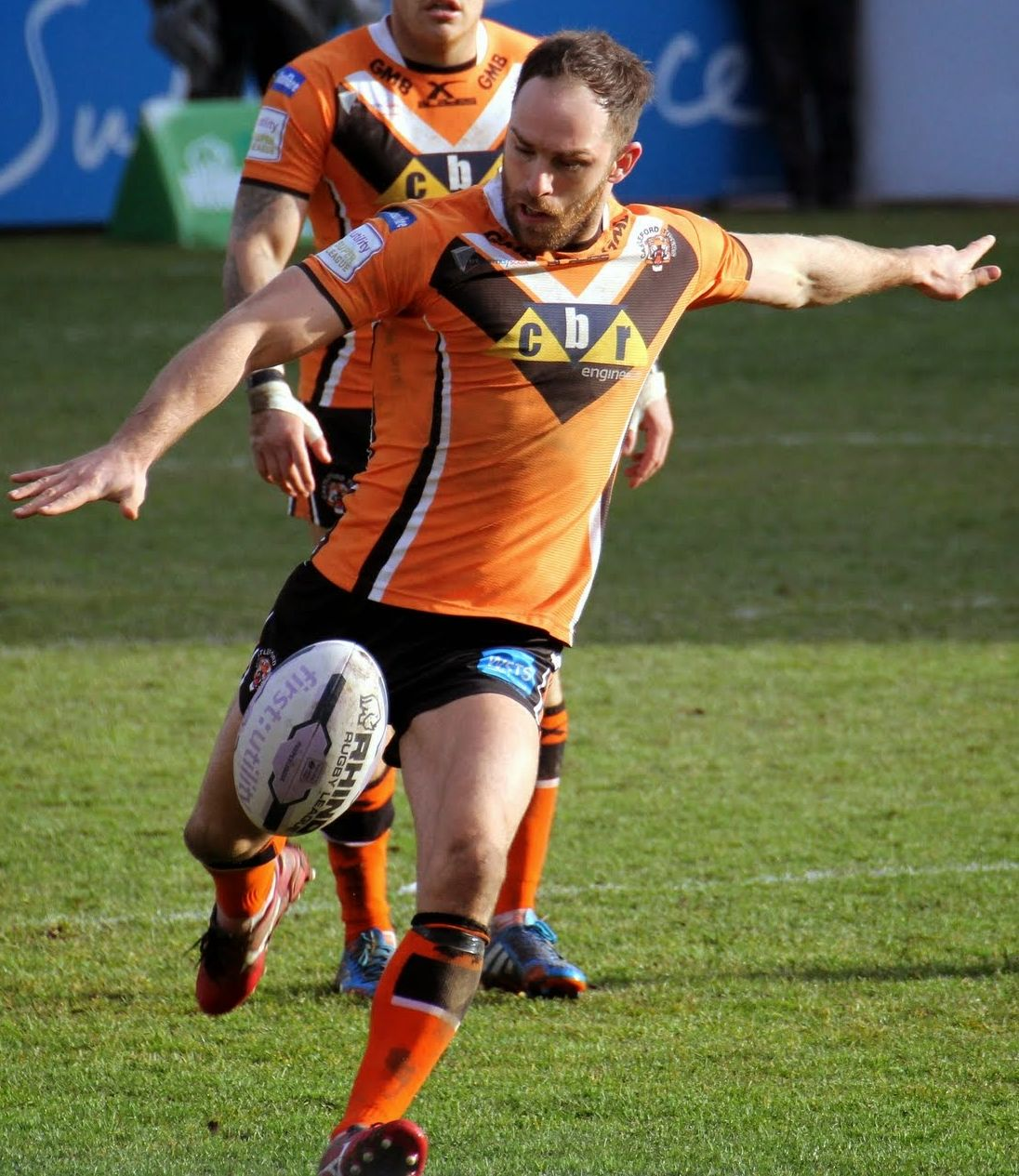
Luke Gale, lauréat en 2015, 2016 et 2017.

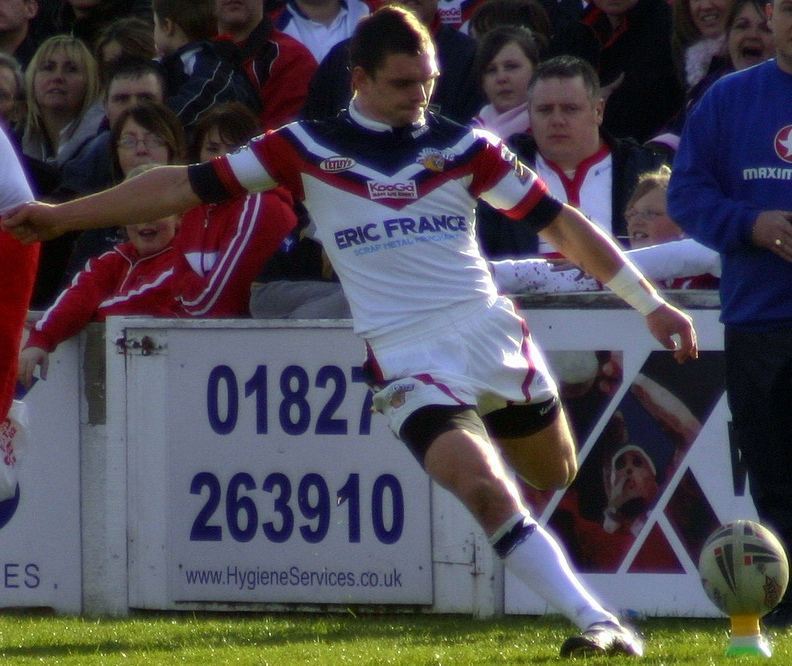
Danny Brough, lauréat en 2008, 2013 et 2014.

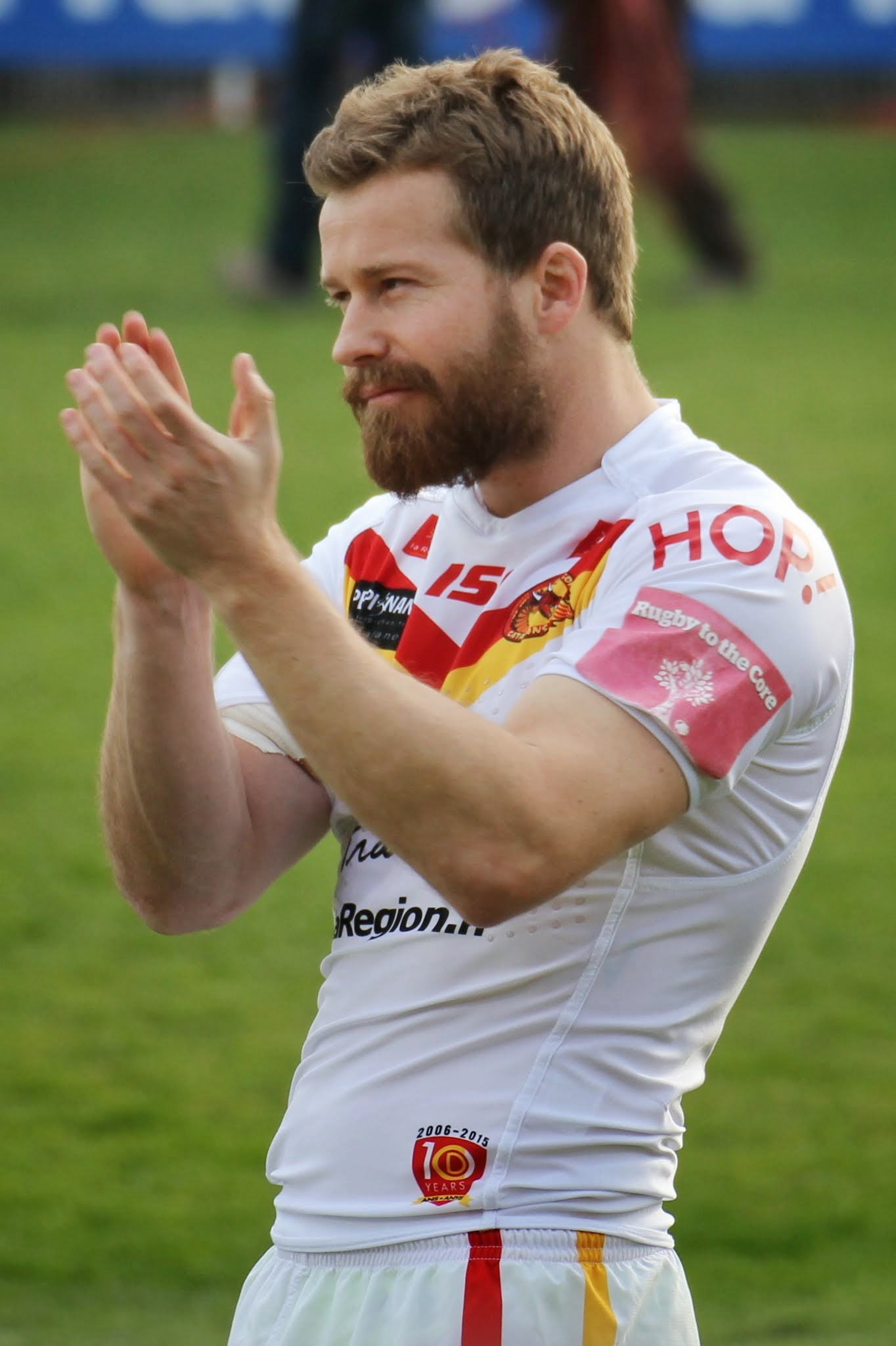
Scott Dureau, lauréat en 2012.

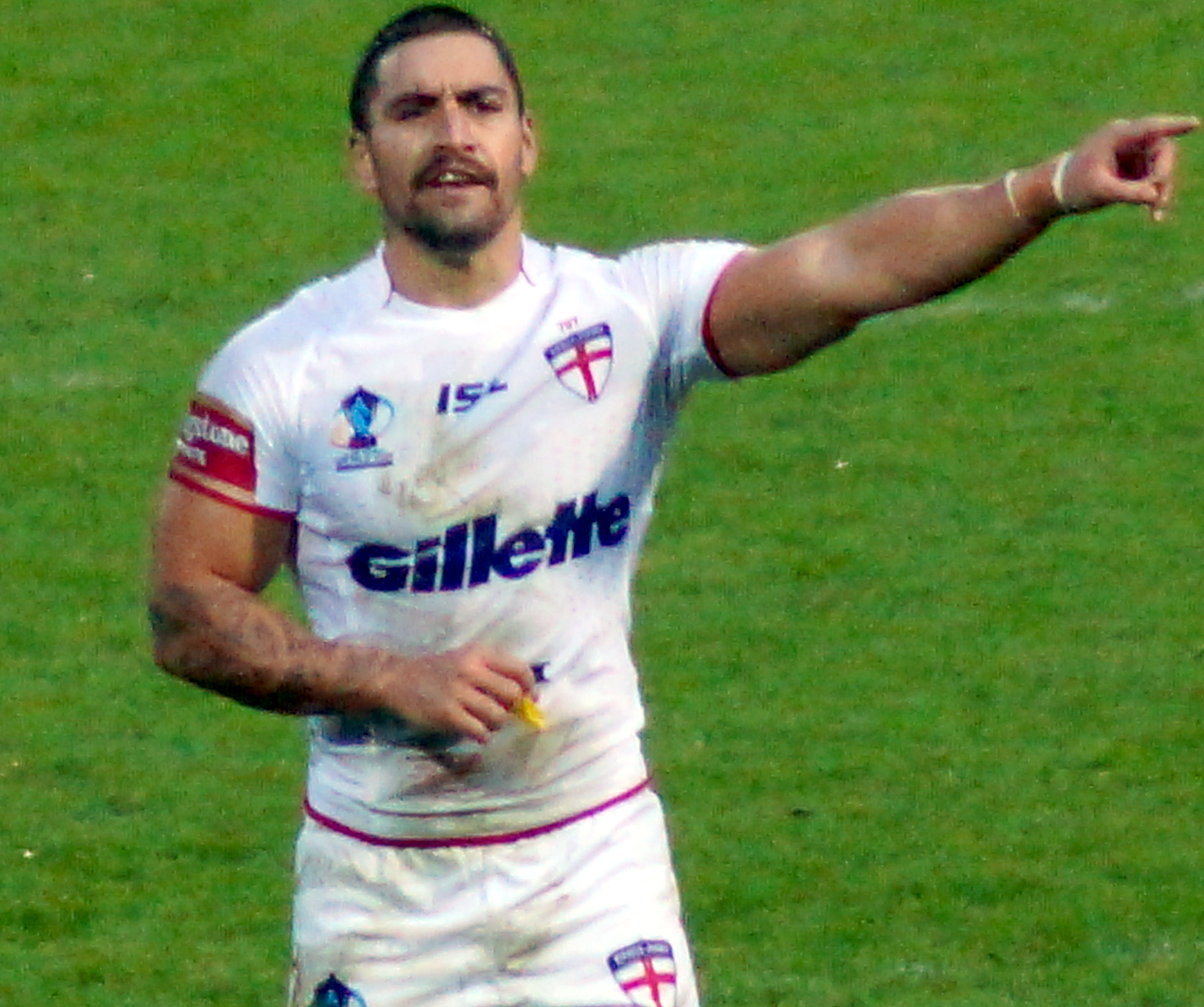
Rangi Chase, lauréat en 2011.

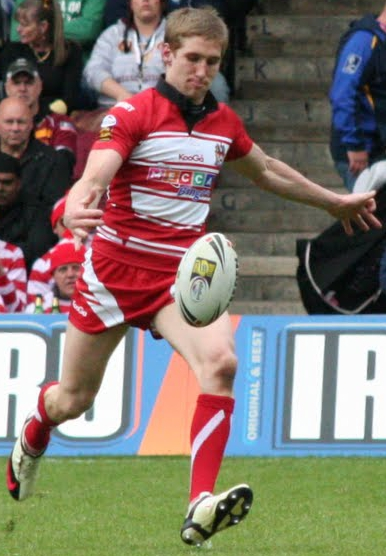
Sam Tomkins, lauréat en 2010.

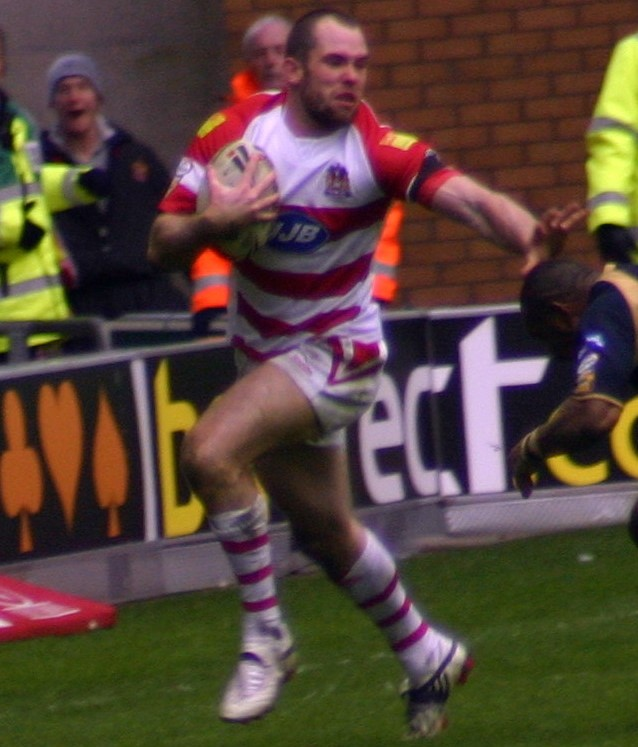
Pat Richards, lauréat en 2010.

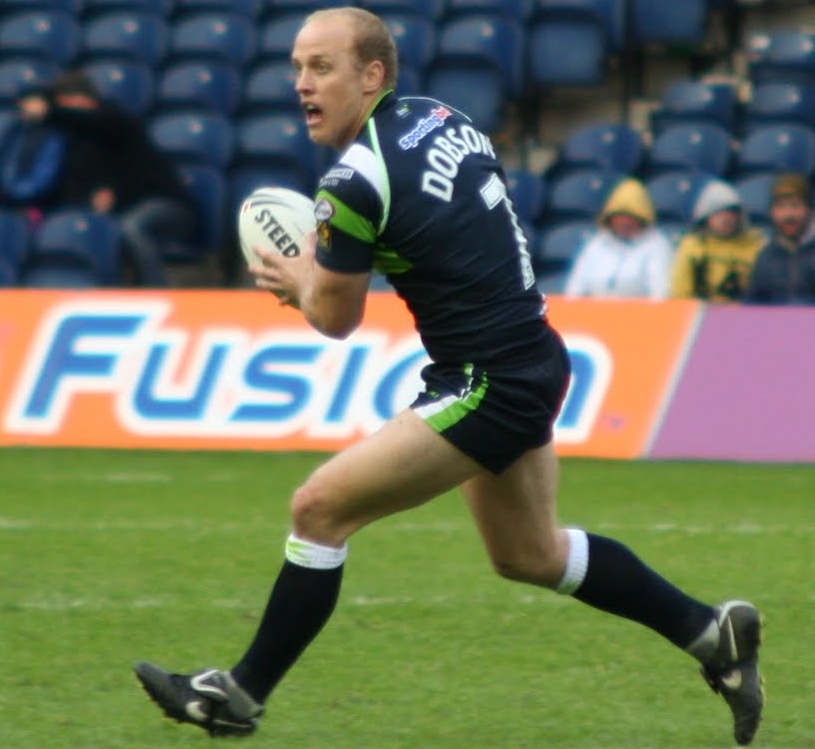
Michael Dobson, lauréat en 2009.

 (juin 2025).
L'Albert Goldthorpe Medal est une récompense attribuée au meilleur joueur de rugby à XIII de l'année évoluant en Super League sans distinction de nationalité. Il rend hommage à Albert Goldthorpe.
Créé en 2008 par le magazine Rugby Leaguer & League Express, ce titre a pour origine le changement d'attribution de la récompense Man of Steel Award. Cette dernière, créée en 1977, était désignée par la presse jusqu'en 2007 avant que ce soit les joueurs eux-mêmes qui l'attribuent en 2008.
Le trophée est attribué par un collège composé de journalistes du Rugby Leaguer & League Express.
Danny Brough et Luke Gale sont les joueurs les plus titrés depuis la création de l'Albert Goldthorpe Medal (3 trophées).

## Palmarès
| Année       | Albert Goldthorpe Medal                                                              | Deuxième | Troisième                                                                                         |
| ----------- | ------------------------------------------------------------------------------------ | --- | ------------------------------------------------------------------------------------------------- |
| 2008        | Danny Brough (demi de mêlée - Wakefield)                                             | Thomas Bosc (demi de mêlée - Dragons Catalans) Michael Monaghan (demi de mêlée - Warrington) Leon Pryce (demi d'ouverture - St Helens) |                                                                                                   |
| 2009        | Michael Dobson (demi de mêlée - Hull KR)                                             | Danny Brough (demi de mêlée - Wakefield)                                                                                               | Brett Hodgson (arrière - Huddersfield)                                                            |
| 2010        | Pat Richards (ailier- Wigan) Sam Tomkins (demi d'ouverture - Wigan)                  | | Kevin Brown (demi d'ouverture - Huddersfield)                                                     |
| 2011        | Rangi Chase (demi de mêlée - Castleford)                                             | Sam Tomkins (arrière - Wigan) | Scott Dureau (demi de mêlée - Dragons Catalans)                                                   |
| 2012        | Scott Dureau (demi de mêlée - Dragons Catalans)                                      | Michael Dobson (demi de mêlée - Hull KR) Brett Finch (demi d'ouverture - Wigan)                                                        |                                                                                                   |
| 2013        | Danny Brough (demi de mêlée - Huddersfield)                                          | Rangi Chase (demi de mêlée - Castleford)                                                                                               | Michael Dobson (demi de mêlée - Hull KR)                                                          |
| 2014        | Danny Brough (demi de mêlée - Huddersfield)                                          | Kevin Brown (demi d'ouverture - Widnes)                                                                                                | Travis Burns (demi d'ouverture - Hull KR)                                                         |
| 2015        | Luke Gale (demi de mêlée - Castleford)                                               | Danny Brough (demi de mêlée - Huddersfield)                                                                                            | Ian Henderson (talonneur - Dragons Catalans) Alex Walmsley (pilier - St Helens)                   |
| 2016        | Luke Gale (demi de mêlée - Castleford)                                               | Marc Sneyd (demi de mêlée - Hull FC)                                                                                                   | Denny Solomona (ailier - Castleford)                                                              |
| 2017        | Luke Gale (demi de mêlée - Castleford)                                               | Robert Lui (demi d'ouverture - Salford)                                                                                                | Albert Kelly (demi d'ouverture - Hull FC)                                                         |
| 2018        | Stefan Ratchford (arrière - Warrington)                                              | James Roby (talonneur - St Helens) Sam Tomkins (arrière - Wigan)                                                                       |                                                                                                   |
| 2019        | Jonny Lomax (demi d'ouverture - St Helens)                                           | Jackson Hastings (demi de mêlée - Salford)                                                                                             | Lachlan Coote (arrière - St Helens)                                                               |
| 2020 à 2021 | Trophée non attribué                                                                 | Trophée non attribué | Trophée non attribué                                                                              |
| 2022        | Brodie Croft (demi d'ouverture - Salford)                                            | Sam Tomkins (arrière - Dragons Catalans)                                                                                               | Jai Field (arrière - Wigan)                                                                       |
| 2023        | Bevan French (demi d'ouverture - Wigan) George Williams (demi de mêlée - Warrington) | | Lachlan Lam (demi de mêlée - Leigh Leopards) Benjamin Garcia (troisième ligne - Dragons Catalans) |

## Statistiques

### Lauréats de plusieurs Albert Goldthorpe Medal
| Joueurs      | Total | Années             |
| ------------ | ----- | ------------------ |
| Danny Brough | 3     | 2008, 2013 et 2014 |
| Luke Gale    | 3     | 2015, 2016 et 2017 |

### Palmarès par joueur
| Rang | Joueur                                                                                                | Première | Deuxième | Troisième |
| ---- | --- | -------- | -------- | --------- |
| 1    | Danny Brough                                                                                          | 3        | 2        | 0         |
| 2    | Luke Gale                                                                                             | 3        | 0        | 0         |
| 3    | Sam Tomkins                                                                                           | 1        | 2        | 0         |
| 4    | Michael Dobson                                                                                        | 1        | 1        | 1         |
| 5    | Rangi Chase                                                                                           | 1        | 1        | 0         |
| 6    | Scott Dureau                                                                                          | 1        | 0        | 1         |
| 7    | Jonathan Lomax Stefan Ratchford Pat Richards                                                          | 1        | 0        | 0         |
| 10   | Kevin Brown                                                                                           | 0        | 1        | 1         |
| 10   | Thomas Bosc Brett Finch Jackson Hastings Robert Lui Michael Monaghan Leon Pryce James Roby Marc Sneyd | 0        | 1        | 0         |
| 18   | Travis Burns Lachlan Coote Ian Henderson Brett Hodgson Albert Kelly Denny Solomona Alex Walmsley      | 0        | 0        | 1         |

### Albert Goldthorpe Medal consécutifs
- 3 Albert Goldthorpe Medal consécutifs : Luke Gale
- 2 Albert Goldthorpe Medal consécutifs : Danny Brough

### Nombre de podiums
- 5 podiums : Danny Brough
- 3 podiums : Michael Dobson, Luke Gale et Sam Tomkins

### Âge des Albert Goldthorpe Medal
- Le plus jeune élu : 21 ans, Sam Tomkins en 2010
- Le plus vieil élu : 31 ans, Danny Brough en 2014

### Clubs et pays représentés
Classement des clubs et des pays en fonction du nombre de podiums :
| Club             | Place | Place | Place | Total |
| Club             | 1re   | 2e    | 3e    | Total |
| ---------------- | ----- | ----- | ----- | ----- |
| Castleford       | 4     | 1     | 1     | 6     |
| Wigan            | 2     | 3     | 0     | 5     |
| Huddersfield     | 2     | 1     | 2     | 5     |
| St Helens        | 1     | 2     | 2     | 5     |
| Dragons Catalans | 1     | 1     | 2     | 4     |
| Hull KR          | 1     | 1     | 2     | 4     |
| Wakefield        | 1     | 1     | 0     | 2     |
| Warrington       | 1     | 1     | 0     | 2     |
| Salford          | 0     | 2     | 0     | 2     |
| Hull FC          | 0     | 1     | 1     | 2     |
| Widnes           | 0     | 1     | 0     | 1     |

| Pays             | Place | Place | Place | Total |
| Pays             | 1re   | 2e    | 3e    | Total |
| ---------------- | ----- | ----- | ----- | ----- |
| Angleterre       | 6     | 7     | 2     | 15    |
| Australie        | 2     | 5     | 5     | 12    |
| Écosse           | 3     | 2     | 2     | 7     |
| Irlande          | 1     | 0     | 0     | 1     |
| Nouvelle-Zélande | 1     | 0     | 0     | 1     |
| France           | 0     | 1     | 0     | 1     |
| Samoa            | 0     | 0     | 1     | 1     |